# Singularity (jogo eletrônico)
Singularity é um jogo de tiro em primeira pessoa produzido pela Raven Software e distribuido pela Activision, para Microsoft Windows, Xbox 360 e Playstation 3. Foi lançado em 29 de junho de 2010.

## Enredo
O jogo se passa em uma ilha fictícia conhecida como Katorga-12, onde experimentos russos envolvendo o elemento 99, citado como E-99, tiveram seu auge durante a Guerra Fria. Em 1955, uma catástrofe envolvendo experimentos de tentar obter energia de uma "singularidade" ocorreu na ilha, fazendo com que a própria existência da ilha fosse encorberta pelo governo russo.
Em 2010, um pulso eletromagnético causa um surto repentino nos sistemas da ilha, fazendo com que sua existência seja descoberta por um satélite espião americano. Uma equipe de reconhecimento militar é enviada para investigar a ilha desabitada, mas uma segunda onda faz com que o seu helicóptero caia. Capitão Nathaniael Renko, um membro da equipe de reconhecimento, sobrevive a queda e entra no complexo abandonado científica na ilha, onde uma misteriosa onda de choque o trasporta de volta a 1955.
Renko primeiro é transportado de volta a 1955, durante um grande incêndio nas instalações, onde ele salva o Dr. Nikolai Demichev. Enquanto Renko arrasta Demichev para longe do prédio em chamas, um homem não identificado grita: "Renko, pare! Não salve Demichev!", antes de ser morto pelo fogo. Demichev caso contrário teria morrido no incêndio. Logo a mesma onde de choque joga Renko é de volta o ano de 2010, quando ele descobre que a ilha mudou. A historia foi alterada, de modo que Demichev assumiu o lugar de Stálin como ditador da União Soviética, a qual, militarmente dominou grande parte do mundo ocidental. Renko encontra Devlin, outro companhaeiro sobrevivente da queda do helicóptero, que juntos combatem criaturas estranhas e violentas. Logo, ambos são capturados por soldados russos sob o comando do Demichev. Devlin pede asilo na embaixada americana, mas Demichev o mata.
Quando Renko está na mira de Demichev ,ele é salvo por Kathryn, um membro de uma organização secreta chamada resistência Mir-12, que baseia suas atividades em um livro que recuperou dos arquivos secretos de Katorga-12. O livro diz que Renko será capaz de parar Demichev usando o Dispositivo de Manipulação Temporal (DMT). O DTM foi criado pelo Dr. Viktor Barisov, que morreu em um acidente de laboratório, deixando Demichev para comandar a base de investigação e, eventualmente, dominar o mundo. Kathryn diz Renko para encontrar o DTM e usá-lo para voltar no tempo e salvar Barisov. Renko consegue e retorna a 2010, onde Barisov agora está vivo e bem.
Barisov e Renko planejam consertar a história. Para isso, Renko tem de voltar no tempo e destruir a "Singularidade" da ilha com uma bomba de E-99. A "singularidade" é uma torre que em seu centro existe um reator movido a E-99, que espalha radiação pelo céu de Kartoga-12, gerando mutações na população, transformando-as nas criaturas. Renko recupera a bomba num porto da ilha, em um navio afundado, mas Kathryn morre no processo.
Renko e Barisov, depois de lutar com as criaturas assassinas e com soldados russos conseguem chegar a torre onde está a "Singularidade", que está no coração de katorga-12. Quando eles chegam ao reator da torre, Renko viaja de volta no tempo e usa a boma de E-99 para destruir o reator. Depois ele retorna a 2010, momentos antes de a torre ser destruída. Está implícito que a explosão provocou a destruição da "singularidade" e mutantes.
Ao retornar a 2010, Renko percebe que nada mudou. Ele vê Demichev com a arma na cabeça de Barisov. Demichev revela que ele reconstruiu a instalação, após a detonação da bomba. Renko consegue dominar Demichev. Barisov percebe que o resgate de Demichev foi o que alterou o cronograma, e diz a Renko que ele deve voltar no tempo e impedir a si mesmo de resgatar Demichev. Demichev fala a Renko que ele já tentou isso, pois ele foi o homem não identificado que Renko viu no fogo. Barisov perceber que a única maneira de parar o resgate a Demichev é matar seu auto passado. Demichev oferece a Renko o poder ilimitado em troca de lealdade. O jogador fica com uma escolha que resulta em três finais, escolhendo matar Demichev, Barisov, ou ambos.
Se o jogador matar Barisov, ele une forças com Demichev, ajudando a dominar o mundo, conseguindo conquistar toda a America e Europa. Utilizando das tropas russas e o poder do DMT controlando os mutantes em legiões como se fossem soldados.
Se o jogador escolhe para matar Demichev, então Barisov pede a Renko para voltar no tempo e atirar em si mesmo. O jogador assume a posição do homem que gritou a Renko no fogo, só que ao invés de ser esmagado pelos escombros, ele atira no Renko do passado. Logo, Renko acorda então onde o jogo começou, no helicoptéro junto a sua equipe, inclusive Devlin. Porém, ao olhar para braço esquerdo, onde deveria estar o DMT, ele não está. Então o helicóptero passa pela estátua vista na introdução, mas se transformou em um monumento de culto a Barisov, usando o DMT,que com seu poder, o usou para se tornar ditador.
Se o jogador matar Demichev e Barisov, Renko deixa Katorga-12 e permite que o mundo caia no caos. O público acredita que a sua existência ser um mito como ele desaparece com o DTM em seu poder. A "Singularidade" explode alguns anos mais tarde, destruindo a costa leste da Rússia e da costa ocidental do Alasca. Com isso, os mutantes escapam para a Rússia continental, devastando a Ásia e posteriormente a Europa. Um novo líder sobe nos Estados Unidos, se revelando ser muito agressivo. Tudo indica que o líder é Renko.
Uma cena pós-créditos mostra uma Kathryn ferida emergindo em 1955, dos destroços do Navio e se escondendo em um escritório. Sangrando muito, ela é quem escreve o livro secreto de Kartoga-12.

## Jogabilidade
Singularity é um tiro em primeira pessoa. O dispositivo principal do jogo é um artefato conhecido como o Dispositivo de Manipulação Temporal (DMT). Ele é um bracelete que contem um tipo de relógio. O DMT é alimentado por E-99. O DMT pode mover um objeto para trás ou para frente no tempo, atrair alguma coisa e mantê-lo indefinidamente, ou enviar um pulso de energia que pode atordoar ou matar os inimigos. O dispositivo tambem pode ser usado para envelhecer ou restaurar objetos e até mesmo soldados, mirando O DMT e envelhecendos até morrerem. O DMT pode ser usado em conjunto com as centrais elétricas especiais espalhados pela ilha, as quais amplificar seu poder. Em alguns casos, o jogador pode usar isso para recuperar edificações arruinadas.

## Ligações Externas
- Singularity. no MobyGames.
- Singularity. no IMDb.